# Вилла Фарнезе
О римских дворцах семьи Фарнезе см. Палаццо Фарнезе и Вилла Фарнезина.
Ви́лла Фарне́зе, или Пала́ццо Фарне́зе, также Ви́лла Капраро́ла (итал. Villa Farnese, Palazzo Farnese, Villa Caprarola) — укреплённая резиденция, «дворец-крепость» кардинала Алессандро Фарнезе в местечке Капрарола («Козлиная местность»), провинция Витербо, в 50 км к северо-западу от Рима. Выдающийся памятник архитектуры эпохи итальянского Возрождения и маньеризма. Вилла знаменита своими фресками.

## История

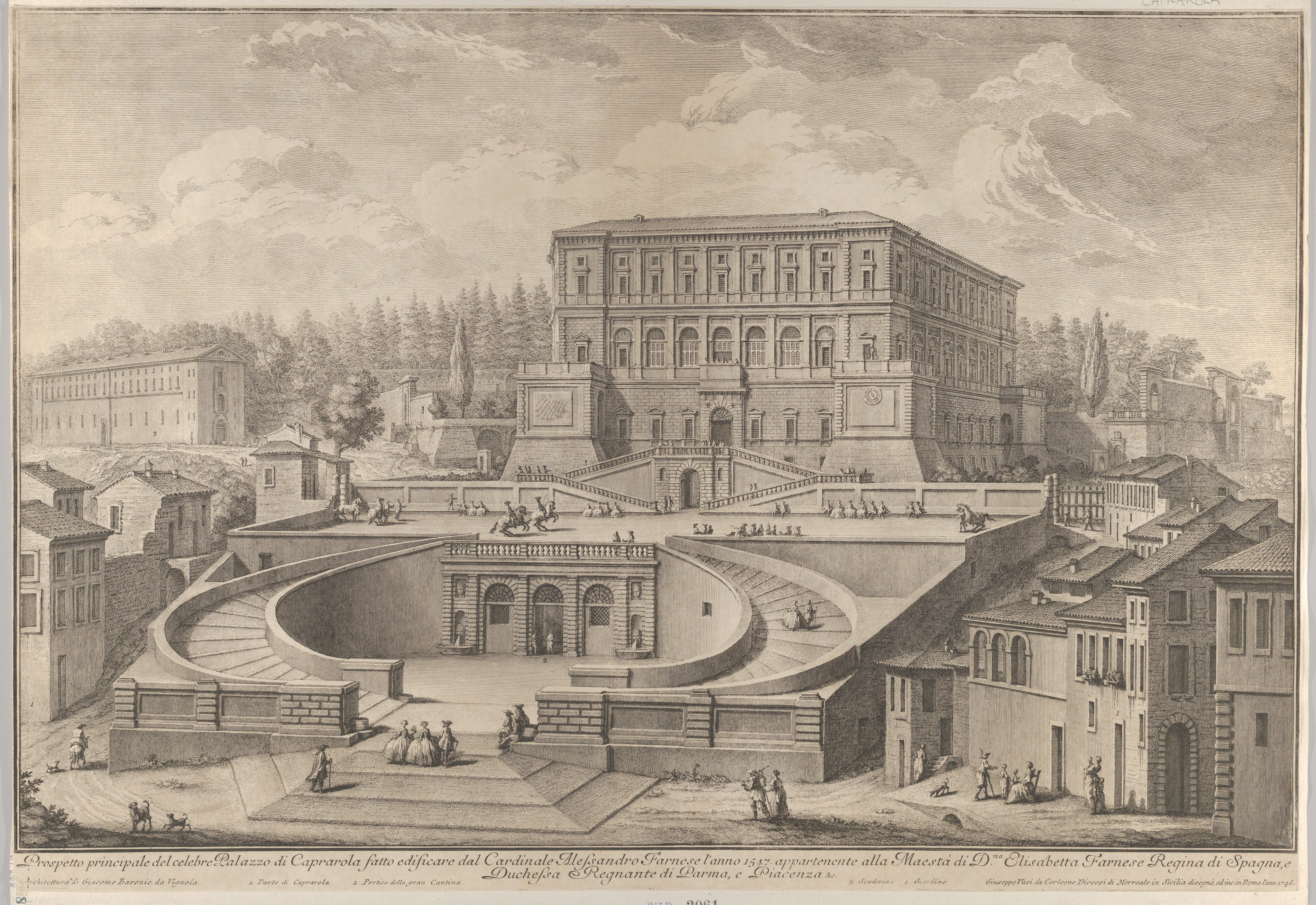
Дж. Вази. Вид дворца в Капрароле. 1746—1748. Офорт

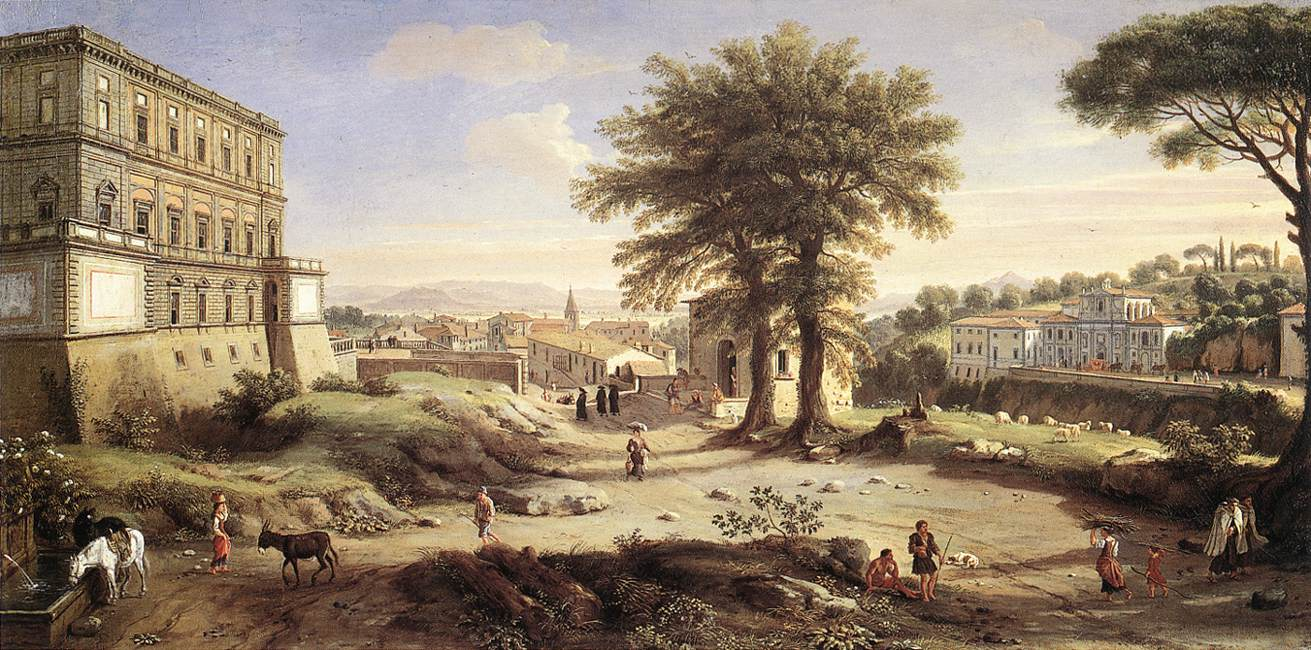
Г. ван Виттель. Вилла Фарнезе в Капрароле. Между 1720 и 1725 гг. Дерево, масло. Частное собрание

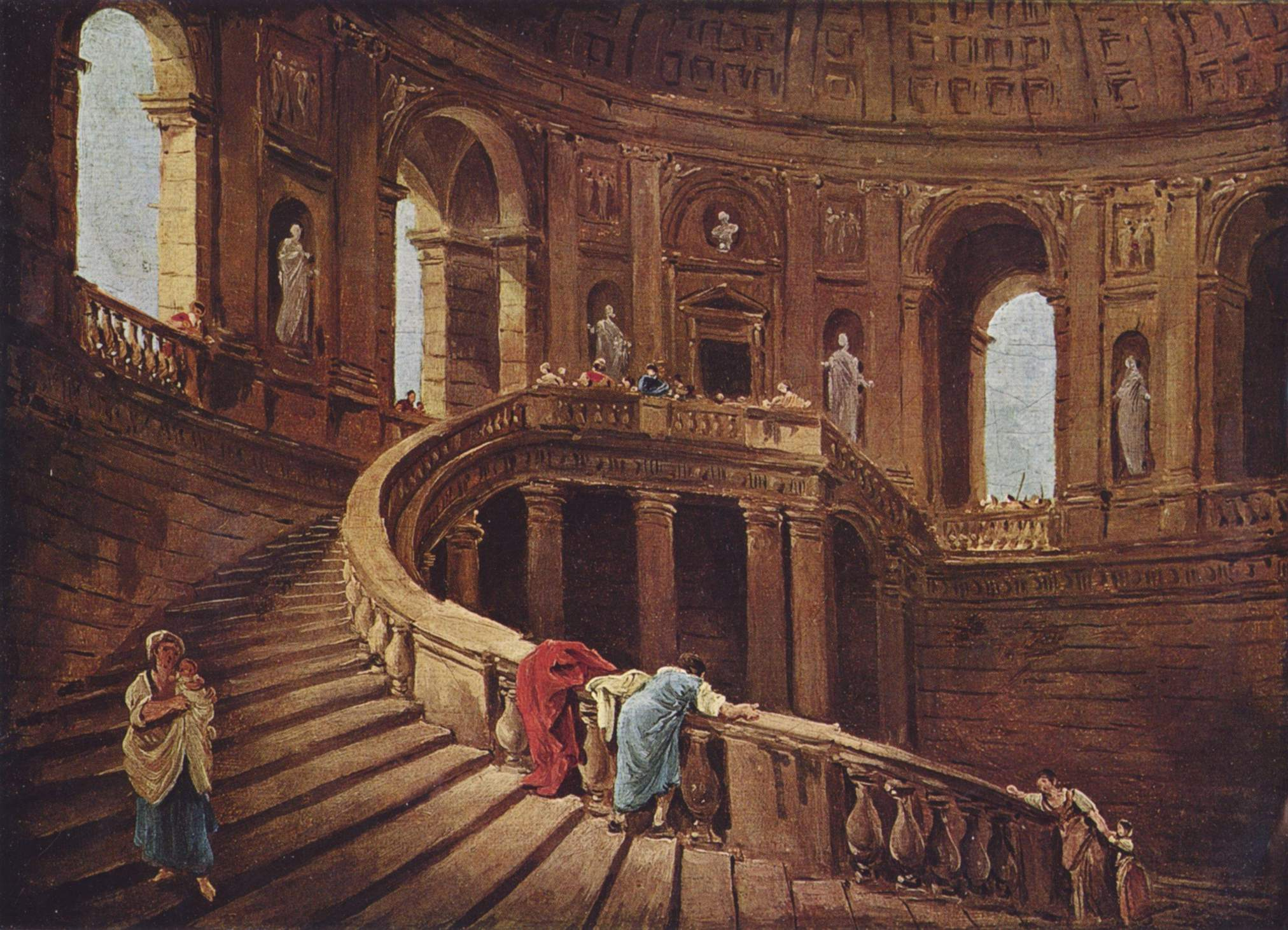
Ю. Робер. Лестница во дворце Капрарола. 1770-е гг. Холст, масло. Лувр, Париж

Виллу-крепость начали строить по заказу Пьера Луиджи Фарнезе в 1521 году под руководством архитектора Антонио да Сангалло Младшего, а затем продолжали под наблюдением его сына, кардинала Алессандро Фарнезе, с 1534 года папа Павел III, на юго-восточном склоне горного массива Чимини, покрытого густым лесом вулканического холма примерно в 50 км к северо-западу от Рима.
Строительство остановилось после того, как Алессандро в 1534 году был избран римским папой. Однако известно, что в 1535 году постройкой ещё руководил Бальдассере Перуцци. В 1559 году, через десять лет после смерти Павла III, строительные работы возобновились. Теперь заказчиком был внук бывшего папы, кардинал Алессандро Фарнезе (тёзка предыдущего), выдающийся коллекционер античной скульптуры и покровитель искусства, известный как «Великий кардинал» (il Gran Cardinale). Он благоразумно решил удалиться из Ватикана при новом папе и превратить крепость Капрарола в жилой дворец, поскольку врачи также советовали ему жить на свежем воздухе, вдали от города.
Новым архитектором Алессандро выбрал болонца Джакомо Бароцци да Виньолу, на которого в юности повлиял Микеланджело, и который считается одним из открывателей стилей маньеризма и барокко в архитектуре. Виньола продолжал работать над виллой в Капрароле до своей смерти в 1573 году. Первые планы датируются 1555 годом, а в 1558 году состоялся конкурс на лучший проект, в котором победил проект Виньолы. Около 1600 года в постройку некоторые изменения внёс Джироламо Райнальди, прежде всего в отношении ведущей к дворцу овальной лестницы.
После смерти главного заказчика строительства, «великого кардинала» Алессандро Фарнезе, в 1589 году вилла по его завещанию перешла к пармским герцогам из дома Фарнезе, которые постепенно вывезли все произведения искусства в Неаполь, ко двору Карла III Испанского.
В настоящее время опустевшая вилла открыта для свободного посещения туристами, а летний павильон, называемый «казино» (итал. casino), служит одной из резиденций президента Италии.

## Архитектура

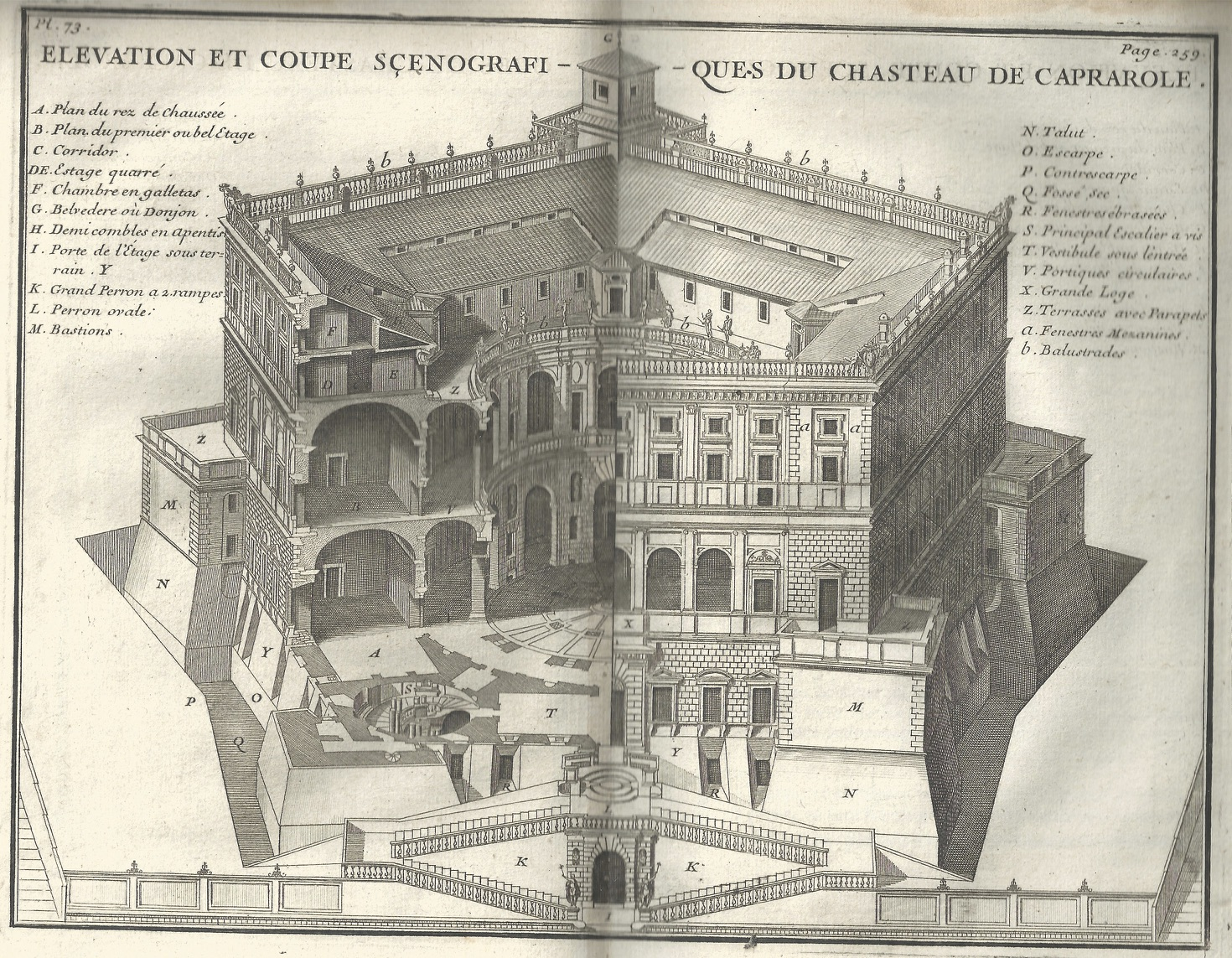
Вилла Фарнезе. Перспектива и разрез. Гравюра из «Курса архитектуры» Ш. Д’Авилера. Париж, 1691

Ансамбль дворца и парка называют «памятником итальянскому маньеризму с оттенком средневековья», он соединяет черты классицизма, зарождающегося маньеризма и средневековой крепости. Дворец является важным примером архитектуры композиционного типа сельского «палаццо-ин-фортецца» (итал. Palazzo in Fortezza — дворца в крепости). В первом проекте на случай нападения неприятеля вилла была поставлена на пятиугольном подиуме типа «скалы» (итал. roccia) с мощными бастионами по углам пятиугольника. Фундамент пятиугольной крепости, построенный, вероятно, между 1521 и 1530 годами, стал основой, на которой возвышается нынешняя вилла; поэтому общий вид постройки был предопределен фундаментом «скалы».
Подход к вилле осуществляется от главной улицы города к площади, с которой лестница ведёт к ряду террас, начиная с подземного этажа, выложенного туфом, и окружённого крутыми изогнутыми ступенями лестниц, ведущих к террасам. Этот цокольный этаж имеет ряд контрфорсов и подпорных стен; большие двери с массивными решётками в рустованных стенах ведут в караульные помещения. Дополнительная внешняя двойная лестница поднимается на верхнюю террасу, где расположен главный вход. Этот нижний бастионный рустованный этаж здания суров и напоминает крепость. На фасаде он выглядит как второй цокольный, а главный портал представляет собой строгую рустованную арку. К входному порталу ведут две массивные симметричные лестницы, наподобие тех, что спроектировал Микеланджело для Капитолийского дворца. Над входным рустованным порталом первого яруса доминирует второй, «благородный этаж» (итал. piano nobile) с пятью огромными арочными окнами, над которыми находятся ещё два этажа, сложенные из местного жёлтого камня, обработанные пилястрами, наличниками окон и рустовками по углам, придающими ему живописную рельефность, рассчитанную на игру светотени. Главный фасад виллы соединяет в себе черты классицизма предыдущей эпохи и новации маньеризма: тяжёлой мощи целого противостоят мелкие, тонко профилированные детали. Архитектор обыгрывает контрасты фактур и масштабов.

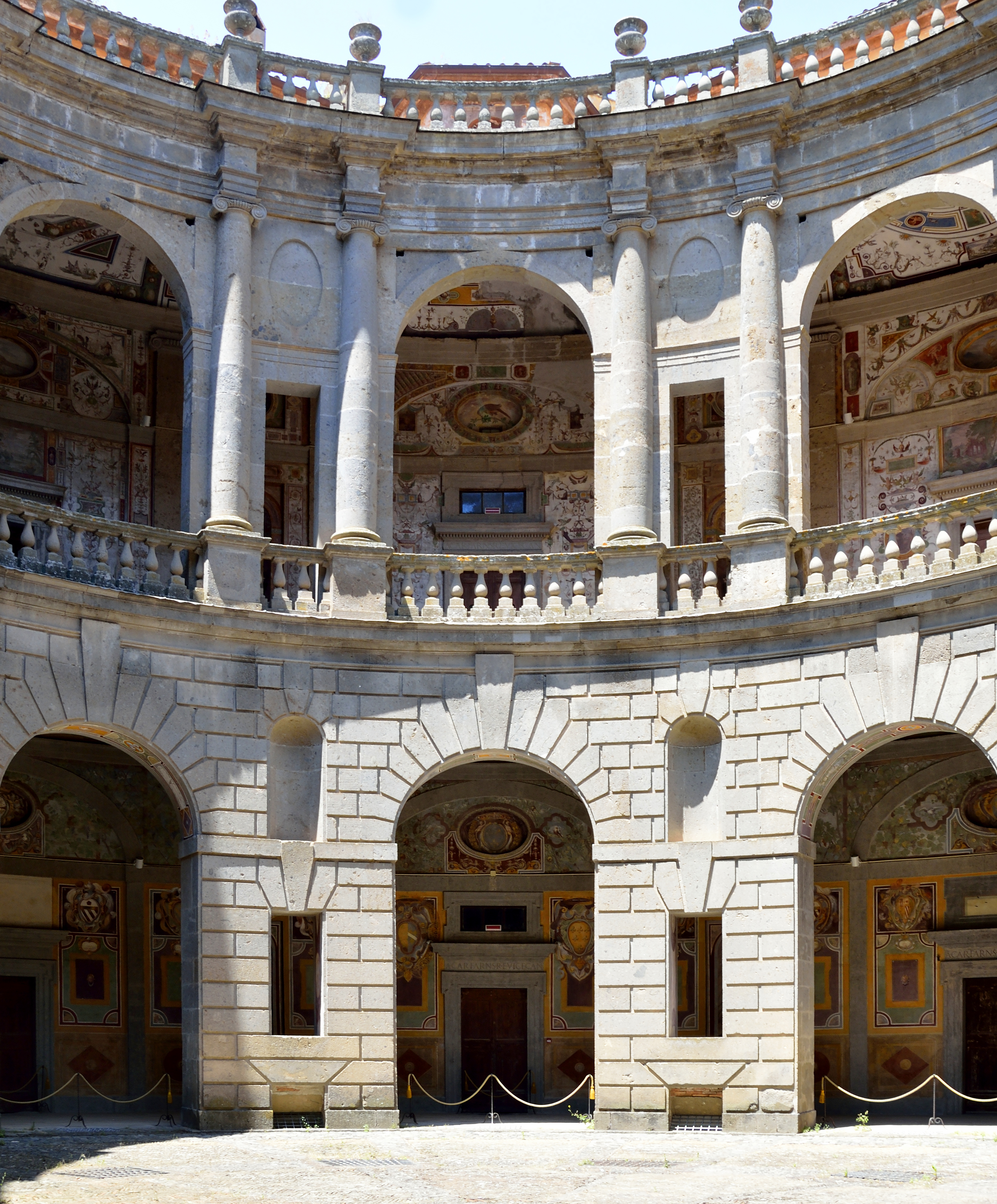
Двор виллы

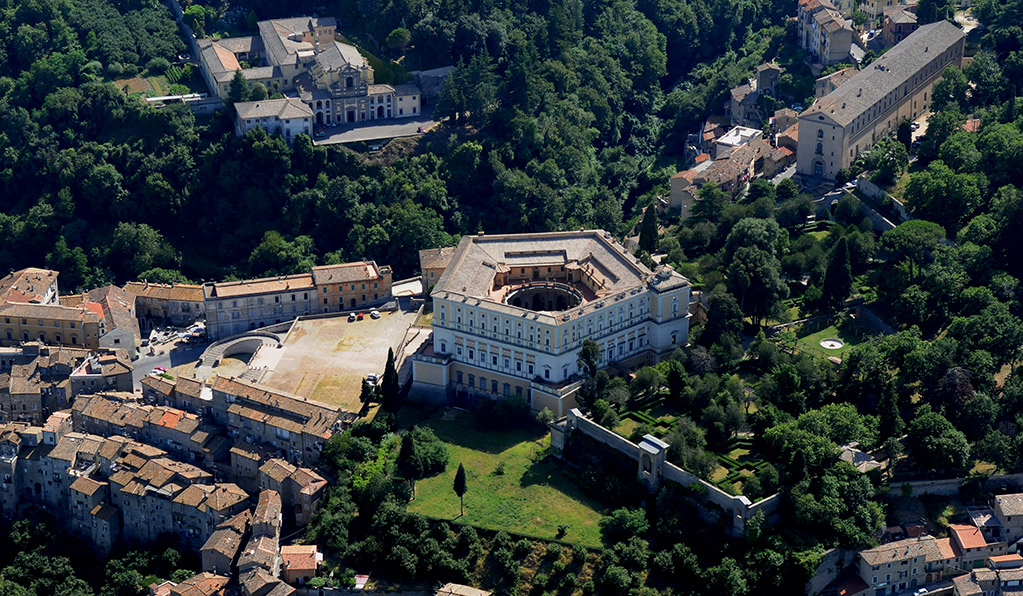
Вилла с «птичьего полёта»

Планы Виньолы предусматривали построение пятиугольника вокруг круглого внутреннего двора с колоннадой. Внутренний двор, с двумя ярусами кольцевых арочных галерей, перекрытых сводами, контрастирует со строгим внешним обликом замка. Во дворе парные ионические колонны обрамляют ниши с бюстами римских императоров над рустованной аркадой (которая считается переработкой схемы Браманте для «Дома Рафаэля» в Борго-Рионе в Риме). Ещё одна брамантовская деталь — антаблемент, сильно выступающий над колоннами, в то время как они стоят на отдельных основаниях. Внутренняя лоджия, образованная аркадой, украшена «рафаэлесками» — фресками в стиле гротесков Лоджии Рафаэля в Ватикане.
Для подъёма на второй этаж ведут пять винтовых лестниц, в том числе «царская» (Scala Regia), которая ведёт в главные покои. В её композиции великолепно выражена барочная идея вечного движения. Ещё одна система широких лестниц соединяет замок с внешним парком и изящным садовым павильоном — «казино» (итал. casino — маленький домик). Не случайно Б. Р. Виппер назвал Виньолу «архитектором-пейзажистом и наряду с этим архитектором больших масс». Вилла «представляет собой одновременно воплощение суровой, неприступной крепости, великолепного, привольно раскинувшегося дворца и уютной виллы на лоне природы. Замкнутость дворцов эпохи Возрождения сочетается здесь с барочным размахом».
Архитектура виллы также соотносится с «сельским стилем» (итал. stile rustico), как одним из внутристилевых течений искусства маньеризма. «Об этом свидетельствует, — писал Б. Р. Виппер, — сочетание фантастики и натурализма в обильной парковой скульптуре дворца, трактованной в нарочито грубоватых формах, как будто все эти статуи и гермы, наяды и сатиры не высечены резцом скульптора, а являются воплощением органических сил самой природы, выросли из земли, скал и лесов Капраролы».

## Интерьеры дворца и «фрески Капраролы»
Вилла в Капрароле знаменита не только архитектурой, но и своими фресками. Интерьеры виллы расположены на пяти этажах, каждый из которых предназначен для разных целей. Основные помещения расположены на «благородном этаже», где большая центральная лоджия (теперь застеклённая) открывает вид на город, его главную улицу и окрестности. Лоджия использовалась как летняя столовая и получила название «Комната Геркулеса» (по сюжетам фресок). Она имеет похожий на грот фонтан со скульптурами и рельефами.
По обе стороны лоджии находятся две круглые комнаты: одна представляет собой домашнюю капеллу, другую полностью занимает главная лестница (Scala Regia) — знаменитая в истории архитектуры изящная спиральная (винтовая) лестница (Scala elicoidale) с необычными «скользкими ступенями», поддерживаемая парами ионических колонн, поднимающихся вверх через три этажа. Фрески «царской» лестницы выполнил Антонио Темпеста; над росписью парадных апартаментов работали живописцы-маньеристы братья Таддео и Федерико Цуккаро. На стенах изображены как деяния самих Фарнезе, так и подвиги античных героев — Геркулеса и Александра Великого.
Иконографическая программа фресок, выражающих славу дома Фарнезе, была разработана гуманистами при дворе Алессандро Фарнезе, в частности его секретарем Аннибале Каро. В «Зале деяний Фарнезе» (Sala dei Fasti Farnesiani), украшенной братьями Цуккаро от пола до потолков, члены семьи Фарнезе изображены во всех их самых славных моментах. Другие художники, работавшие над росписями интерьеров: Якопо Зангиди (Бертойя), Рафаэллино да Реджо, Джакомо дель Дука и Джованни де Векки в «Зале Карты мира» (Sala del Mappamondo) и в «Комнате ангелов» (Camera degli Angeli). Им помогали фламандские живописцы Йос ван Винге, Бартоломеус Спрангер и молодой Эль Греко, бывший в Италии во время своего ученичества. Сюжетные композиции чередуются с гротесками в стиле Лоджии Рафаэля в Ватикане.
Знаменитая «Комната карты мира» (Sala del Mappamondo) украшена фресками с большими нарисованными на стенах картами, отображающими весь известный мир, каким он был в 1574 году, когда росписи были завершены. Вверху на своде изображены небесные сферы и созвездия зодиака. Эта комната была расписана в 1573—1574 годах Джованни Антонио Варезе, который работал астрономом в Ватикане. В круглой капелле в образах своих небесных покровителей (Сан-Таддео, Сан-Джакомо) изображены создатели виллы: члены семьи Цуккаро и архитектор Виньола.

## Сады

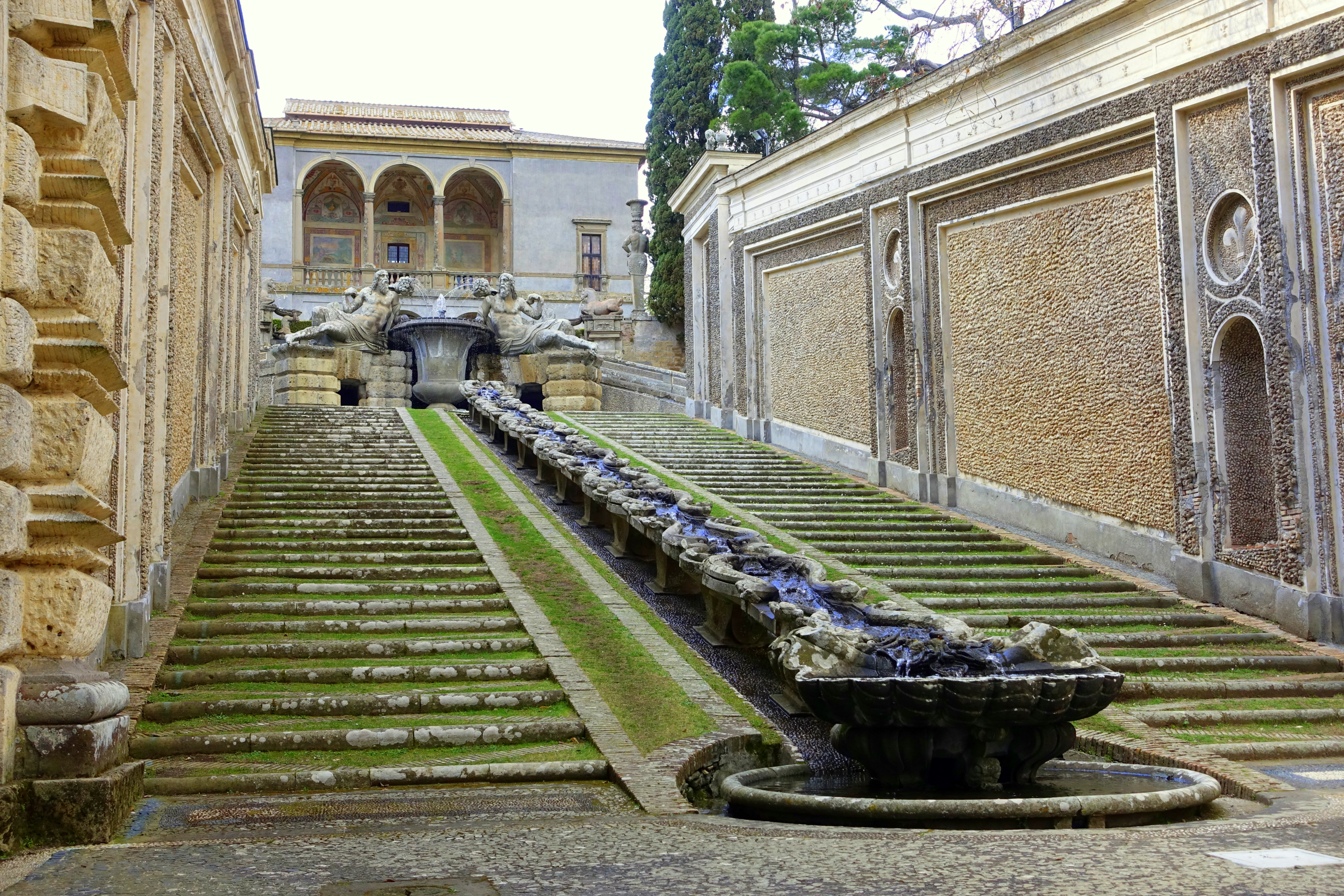
Казино и «водяная цепь» садов виллы

Сады виллы впечатляют так же, как и само здание, они являются ярким примером так называемого «итальянского сада» эпохи Возрождения. Виллу окружают ров и три подъёмных моста. Два из пяти фасадов пентагона (пятигранника) здания обращены к двум садам, врезанным в склоны холма; в каждый сад можно попасть через ров по подъёмному мосту из апартаментов «благородного этажа» виллы, и каждый представляет собой партерный сад из подстриженных кустов с фонтанами. Когда-то в садах находился похожий на грот театр. Прогулка по каштановому лесу приведет к тайному саду (giardino segreto) с его известным казино.

## Кази́но
Казино («маленький домик») — небольшая жилая беседка с двухъярусной лоджией фасада. Павильон был построен, вероятно, по проекту Джакомо дель Дука, а позднее некоторые изменения внёс архитектор Джироламо Райнальди. К казино ведёт лестница, расположенная между сильно рустованными стенами грота, с центральной «водяной цепью» (catena d’acqua) — причудливым каскадным ручьем, или «водяной лестницей», по которой вода стекает в каменный бассейн — типичная причуда садов маньеризма. На вершине ступеней в овальном пространстве по обе стороны от большого центрального фонтана-вазы расположены большие скульптуры двух полулежащих фигур речных богов. Лестницы, встроенные в овальные стены, ведут на партерную террасу перед южным фасадом казино. Эта часть террасы обставлена каменными гермами с кипарисами. К северу от казино находится частный «розовый сад».

## Галерея: интерьеры и фрески

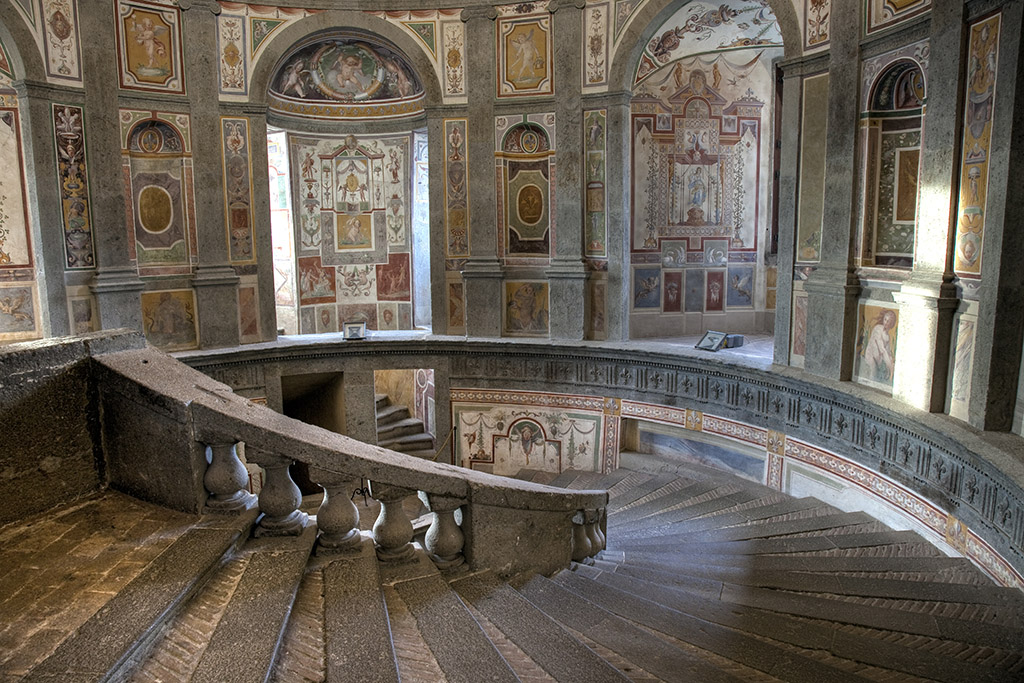
А. Темпеста. Гротески «Царской лестницы» (Scala Regia)
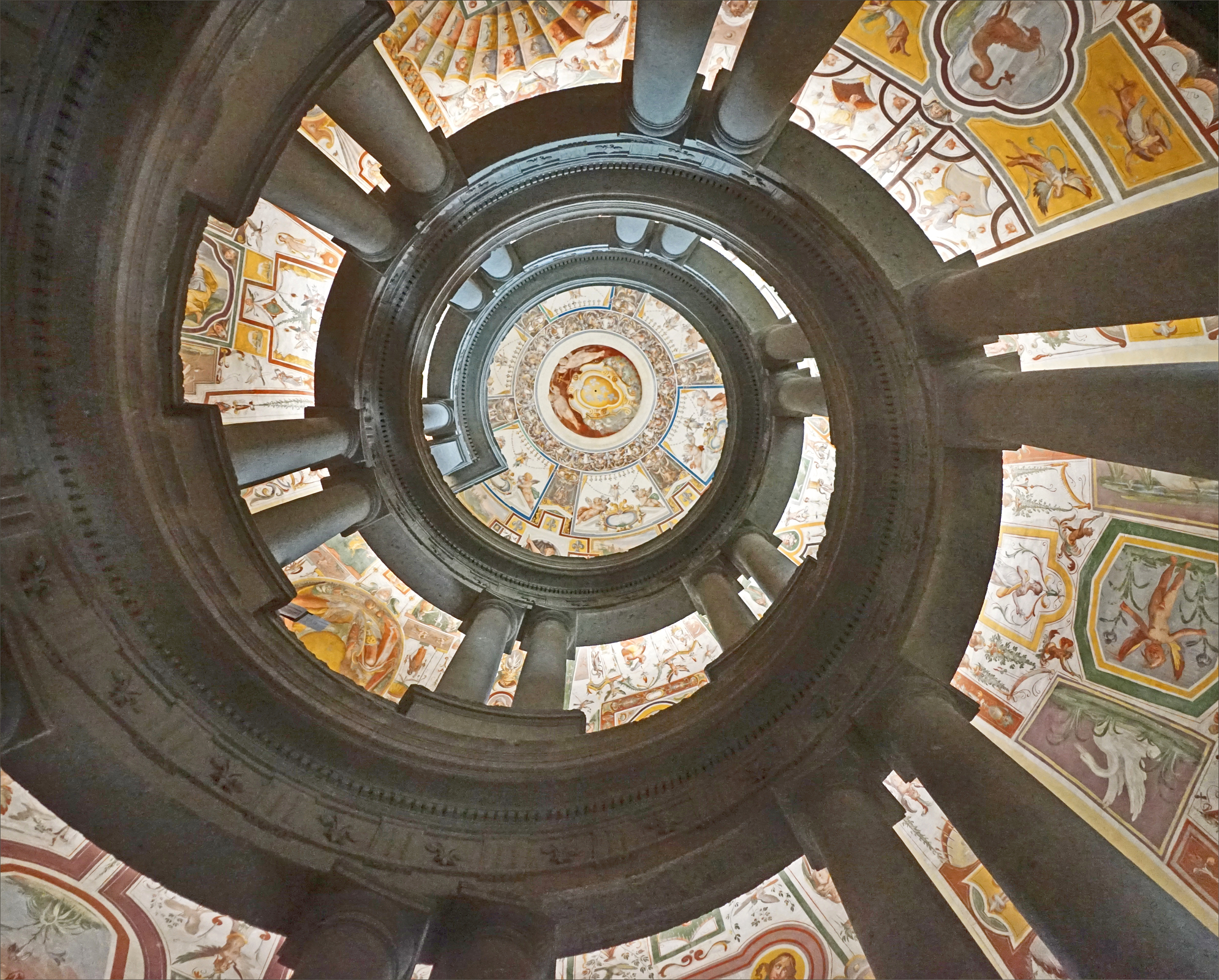
«Царская лестница». Вид на купол
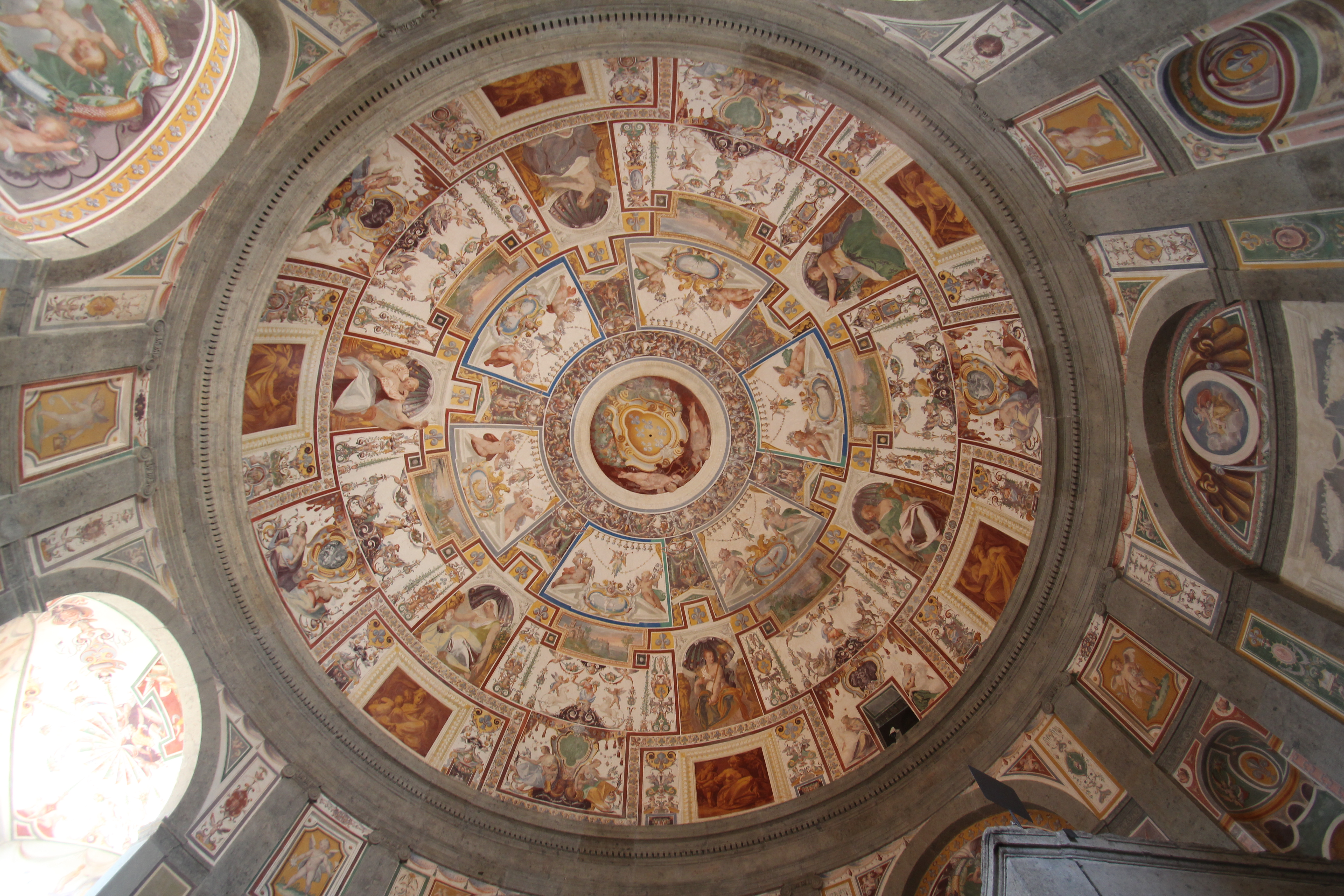
Роспись купола «Царской лестницы»
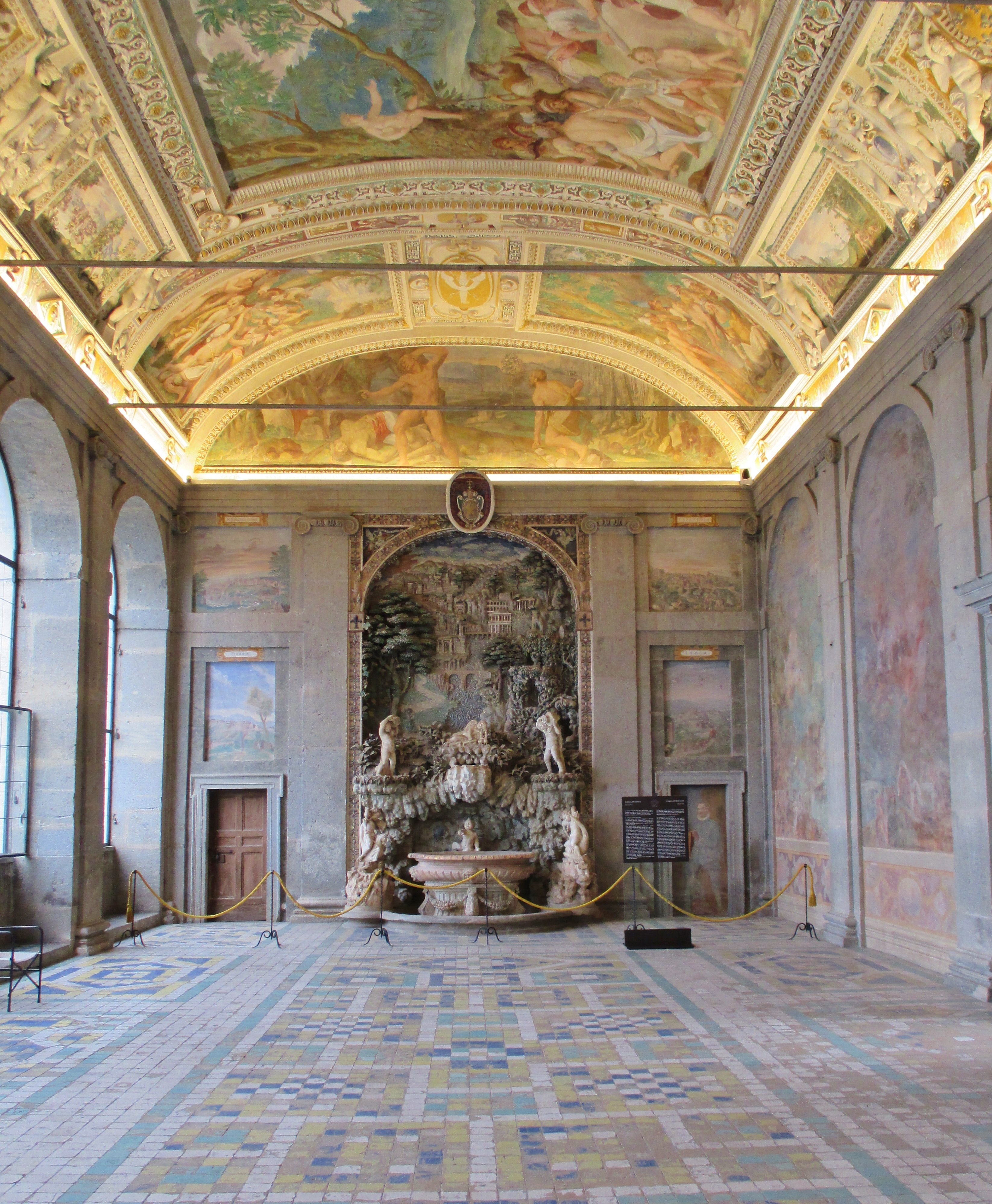
Интерьер лоджии («Зал Геркулеса»)
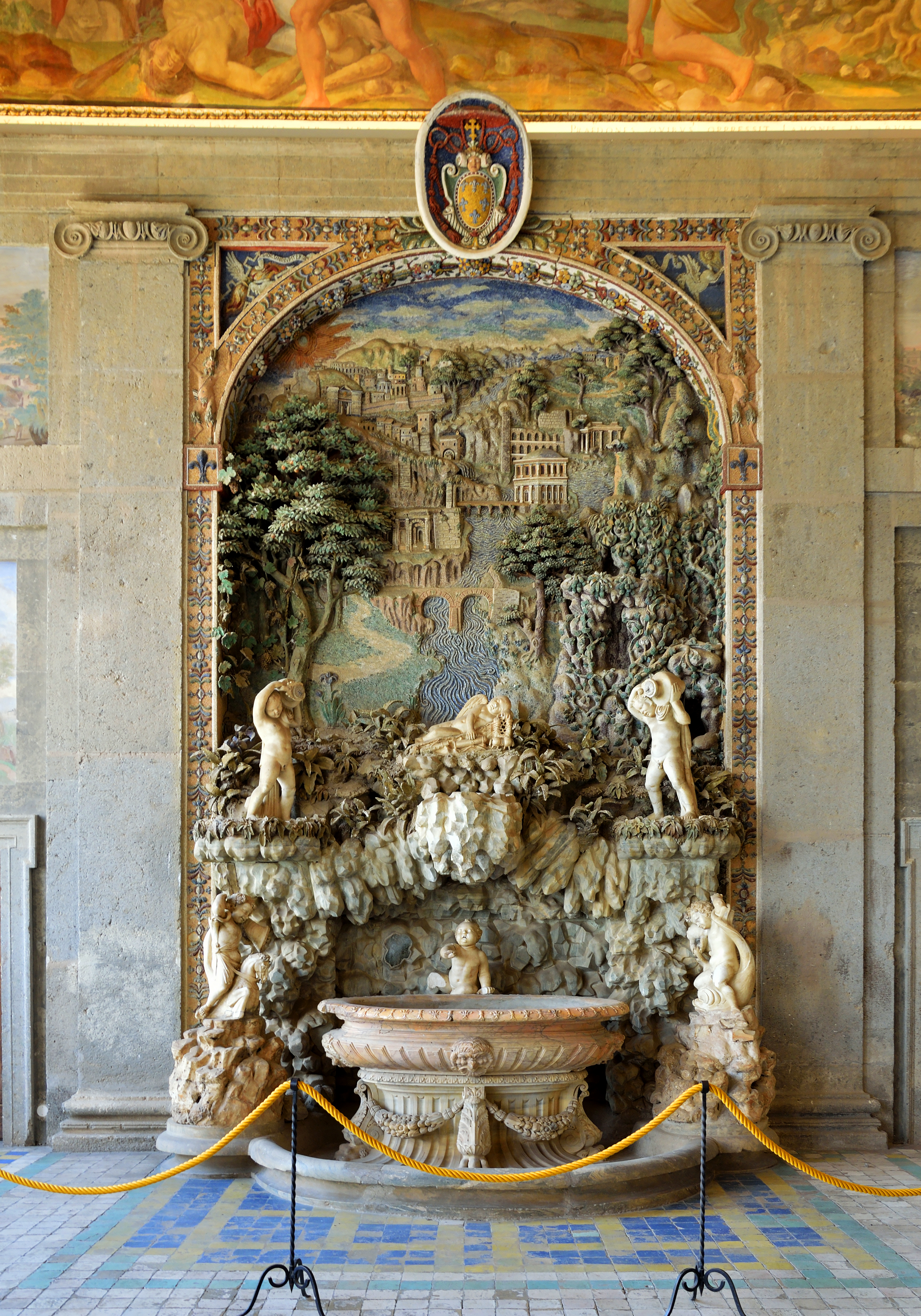
Фонтан «Зала Геркулеса»
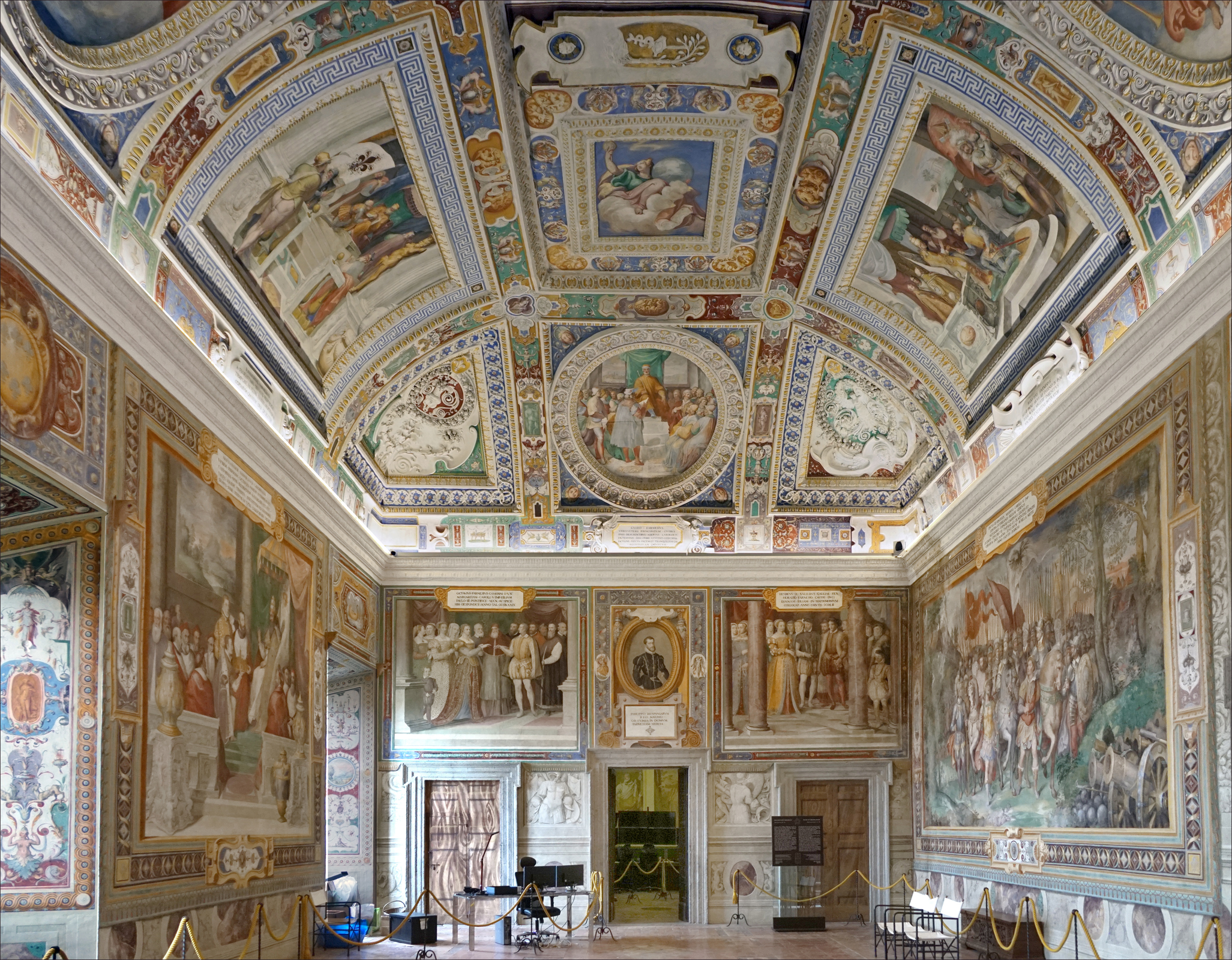
Т. и Ф. Цуккаро. Росписи «Зала деяний Фарнезе» (Sala dei Fasti Farnesiani). 1561—1563
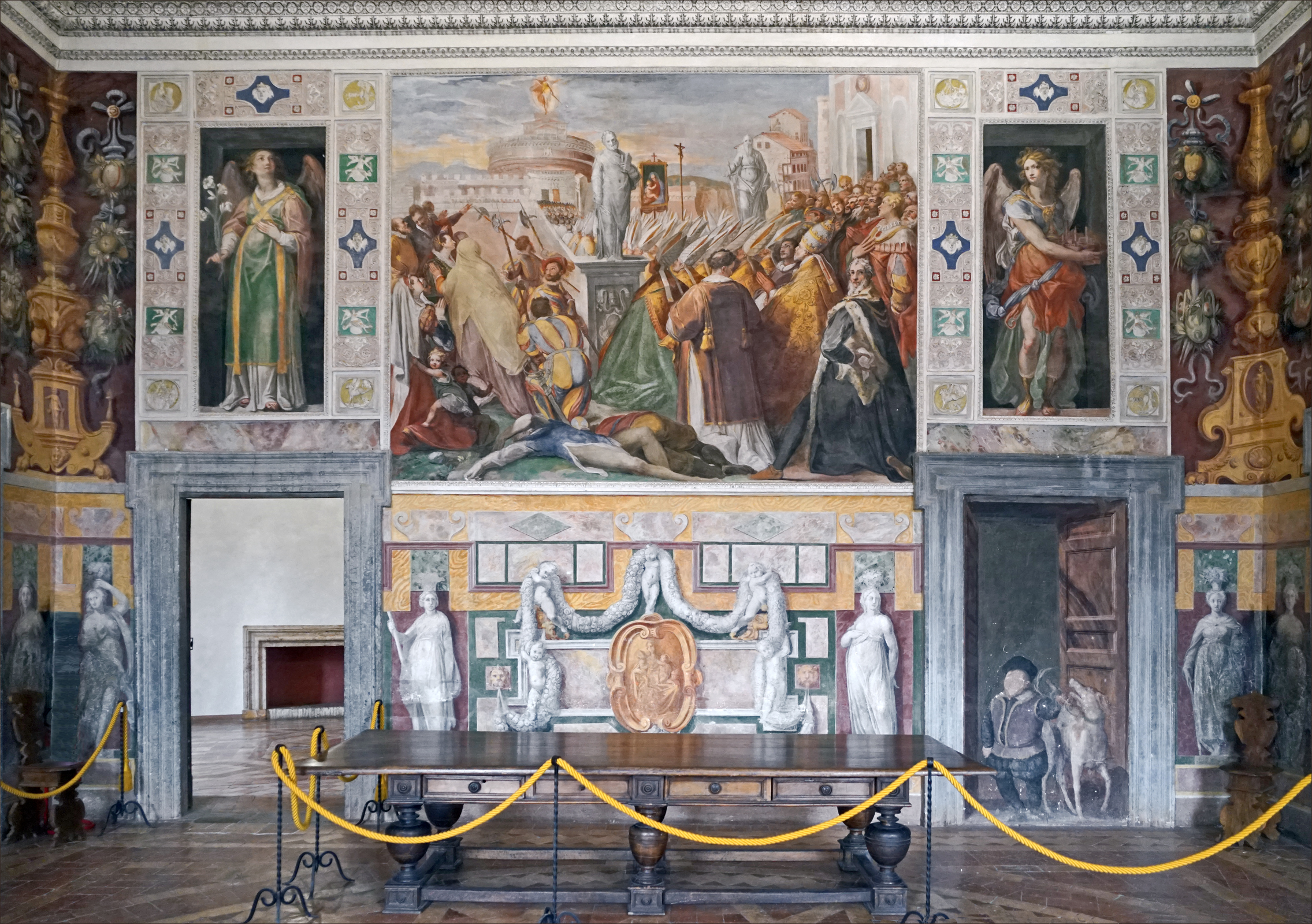
Антикамера («Зал ангелов»). Росписи Бертойи, Дж. Де Векки и Р. М. Реджо. 1572—1575[17].
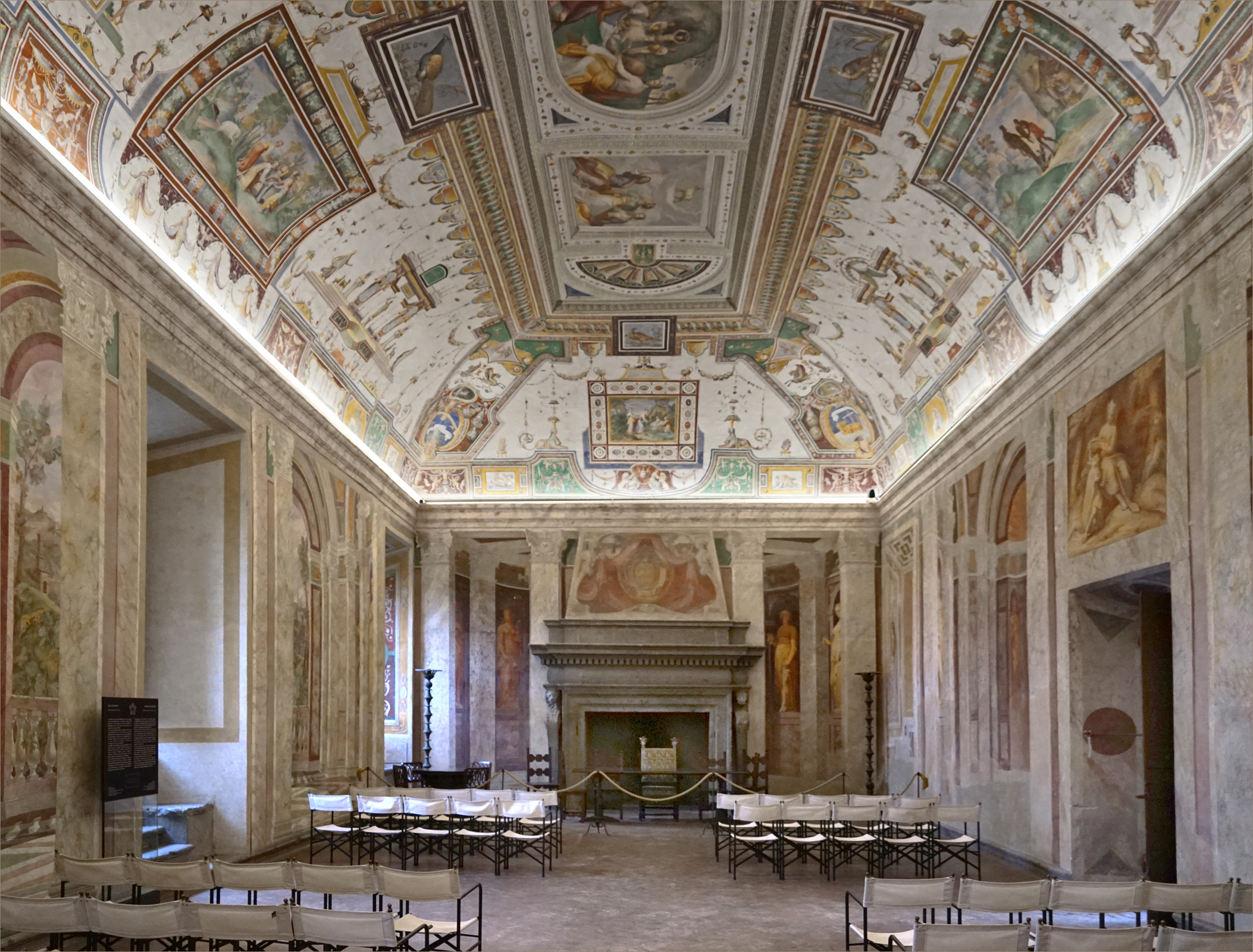
«Салон Юпитера». Росписи Т. Цуккаро. 1560—1562
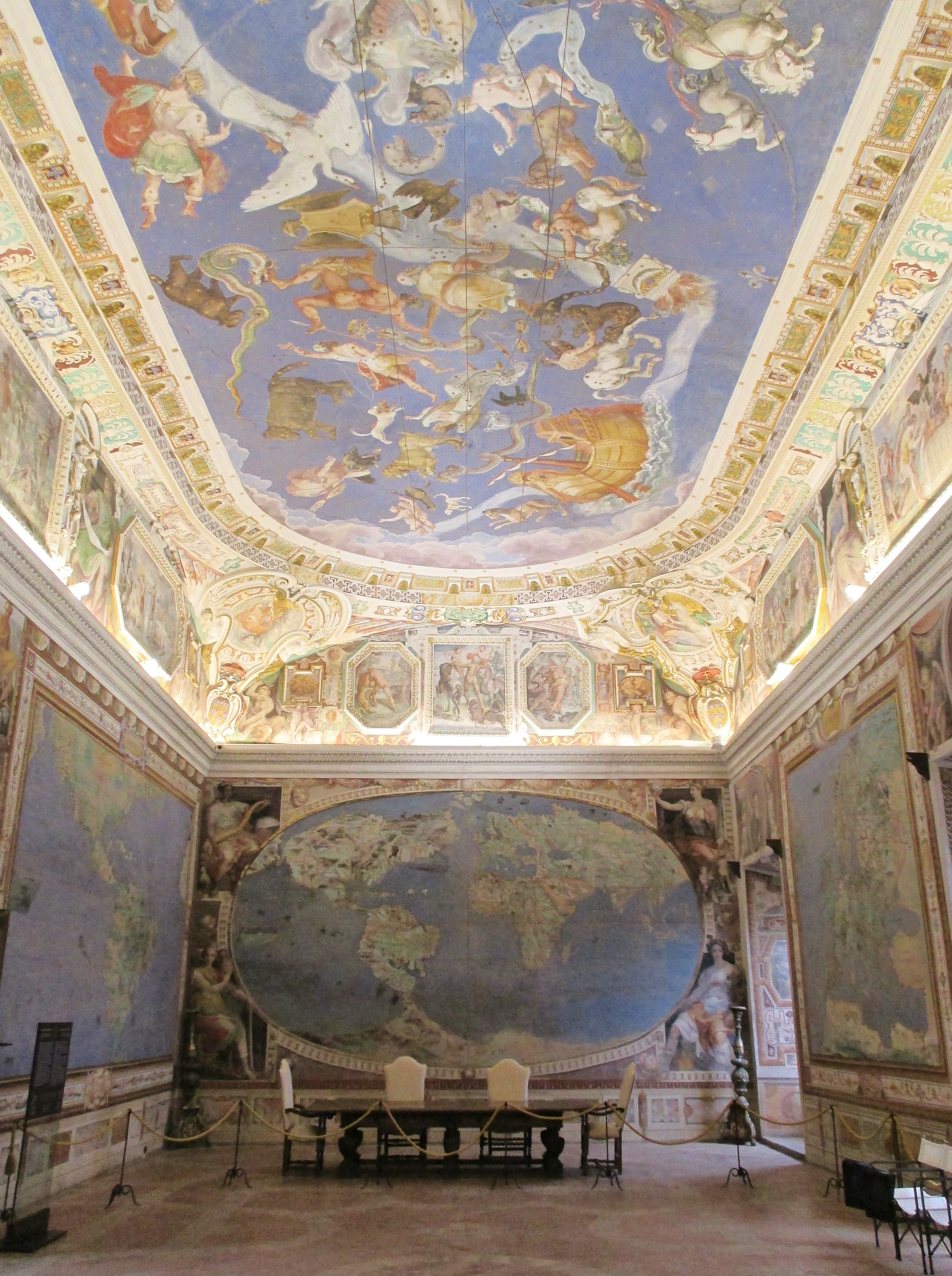
«Комната карты мира» (Sala del Mappamondo)
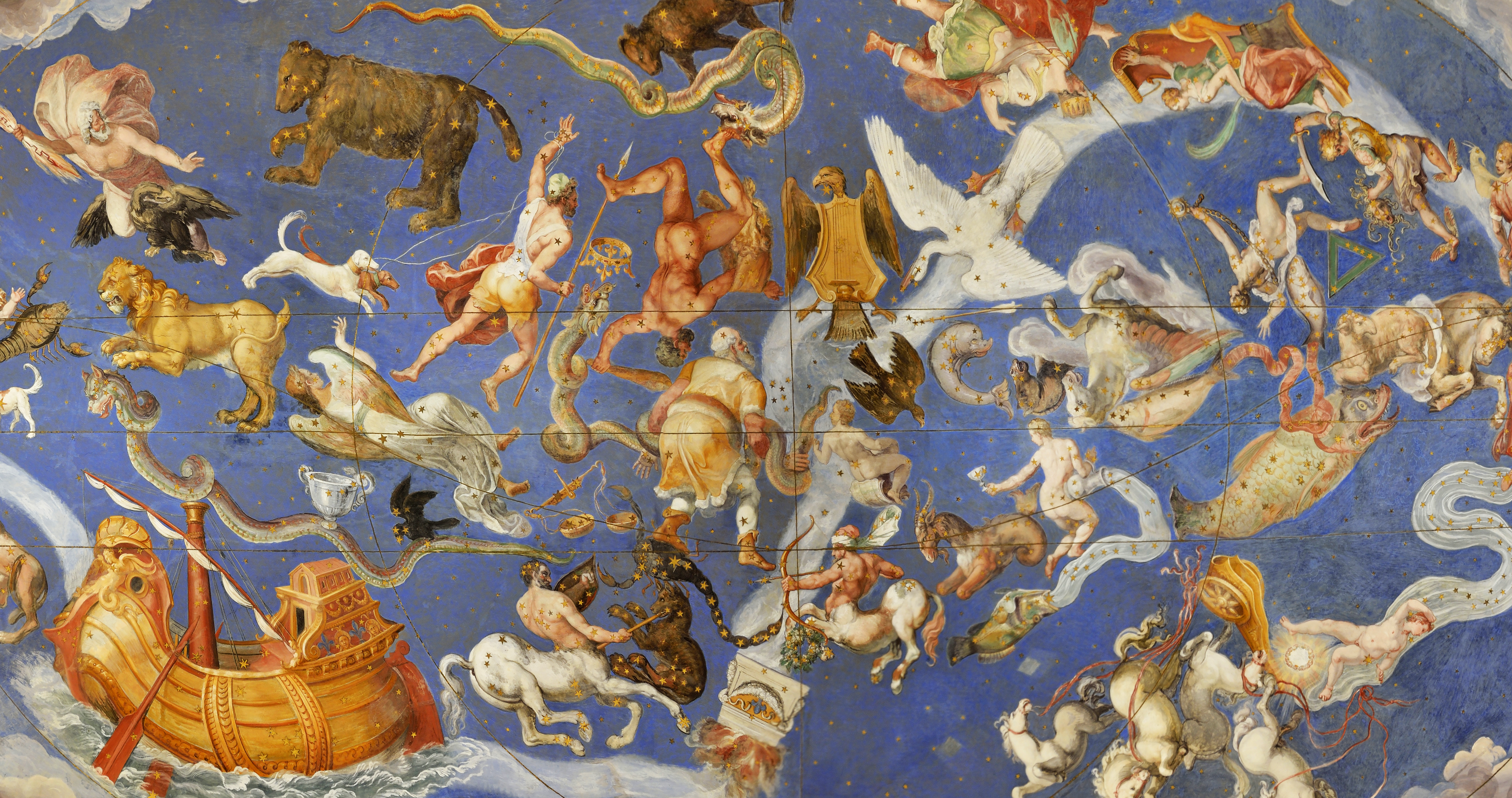
Дж. А. Варезе. 1573—1574. Созвездия зодиака плафона «Комнаты карты мира»
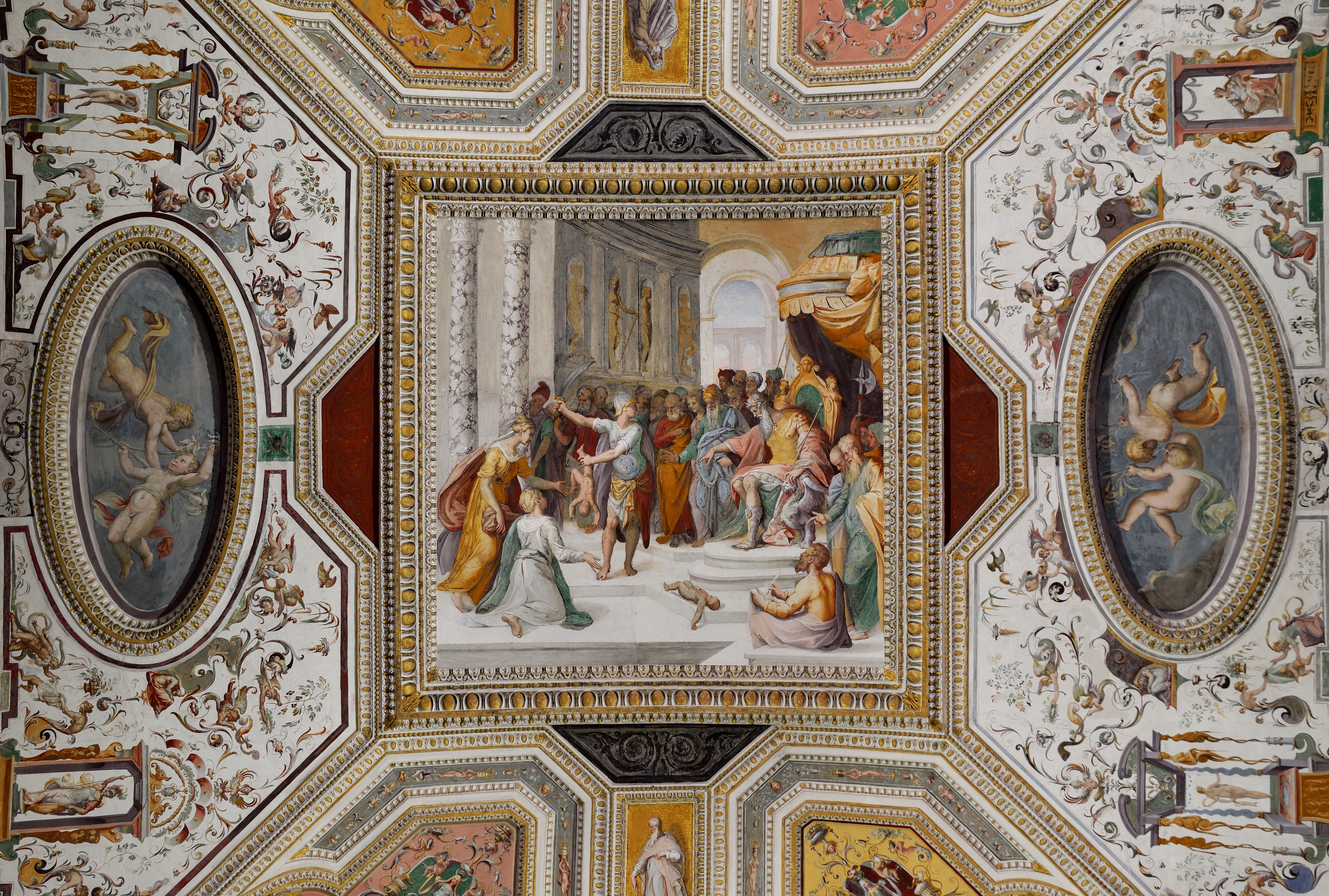
Суд Соломона. Деталь росписи плафона «Зала деяний Фарнезе»
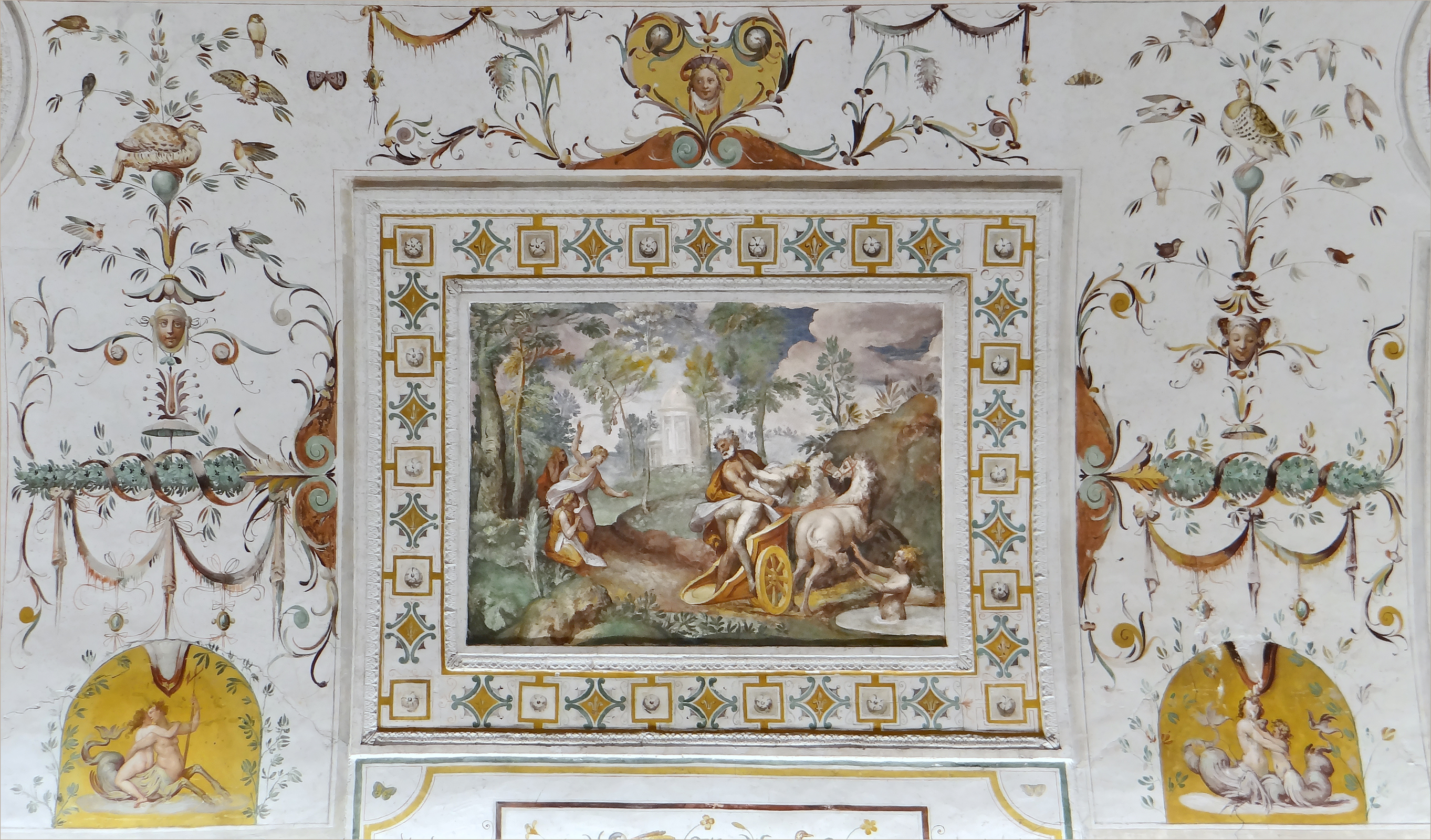
Деталь росписи «Салона весны»

## Фильмография
- Медичи[18]